# Hôtel de mademoiselle Guimard

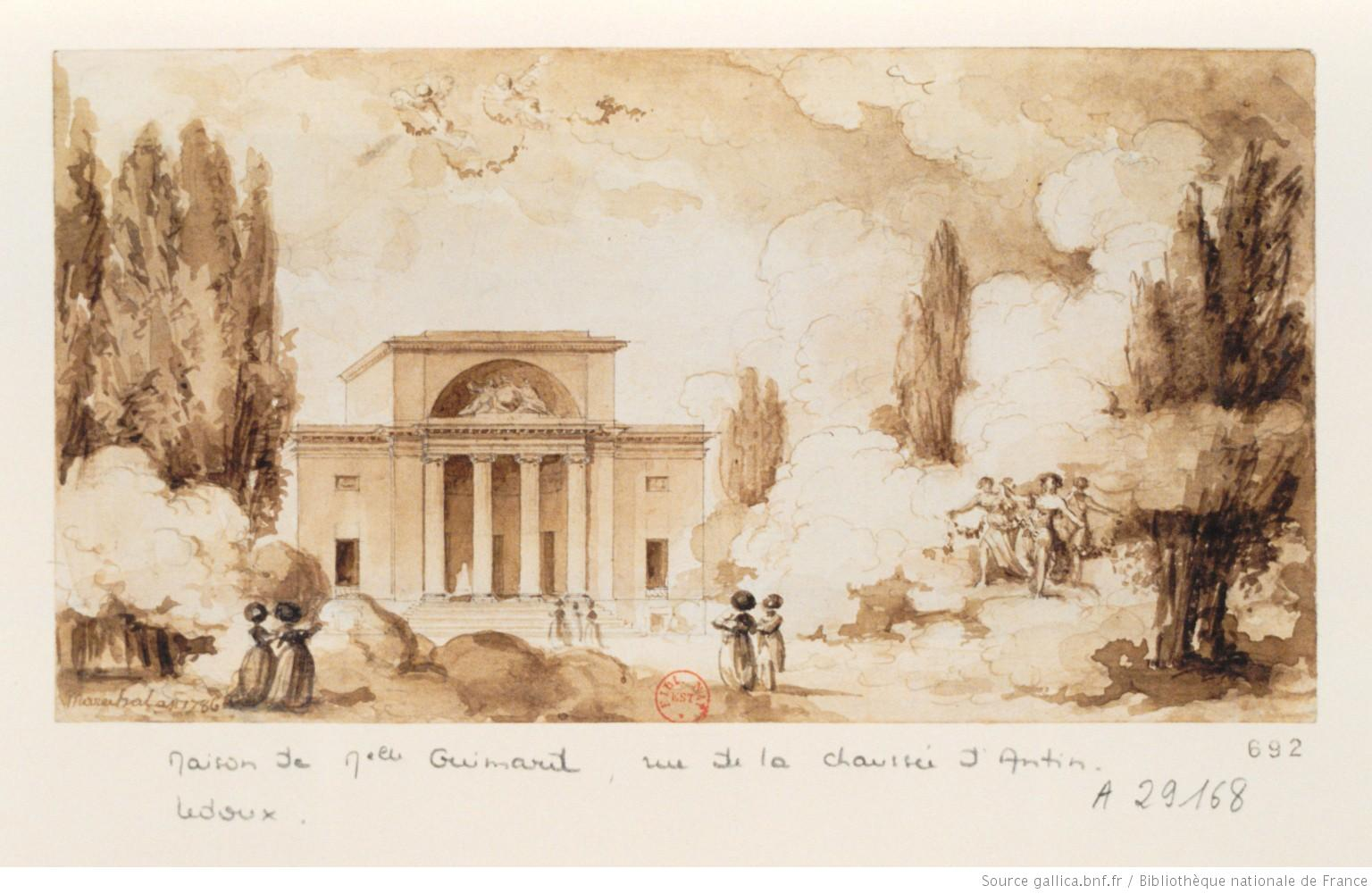
Hôtel de mademoiselle Guimard

Hôtel de mademoiselle Guimard (česky Palác slečny Guimardové) byl městský palác v Paříži. Nacházel na místě dnešního domu č. 9 v ulici Rue de la Chaussée-d'Antin v 9. obvodu. Byl zbořen během přestavby Paříže za Druhého císařství.

## Historie
Palác si nechala postavit Marie-Madeleine Guimard (1743–1816), tanečnice Pařížské opery a milenka francouzského maršála Charlese de Rohan-Soubise (1715–1787). Palác v klasicistním stylu postavil v letech 1770–1773 architekt Claude-Nicolas Ledoux (1736–1806).
Palác byl přezdíván Chrám Terpsichoré na počest jeho majitelky. Nad portálem se nacházela socha Terpsichoré korunována Apollónem. Součástí paláce byl divadelní sál pro 500 lidí.
Marie-Madeleine Guimard prodala palác neobvyklým způsobem. Vyhlásila loterii, ve které prodala 2500 losů po 120 librách. Dne 25. května 1785 palác vyhrála komtesa de Lau, která si zakoupila jen jeden los. Ta ho prodala za 500 000 franků švýcarskému bankéři Jeanu Frédéricovi Perregauxovi (1744–1808).
Palác byl zbořen při stavebních úpravách města organizovaných baronem Haussmannem.